# اس‌تی‌اس یانگ اندور
اس‌تی‌اس یانگ اندور (به انگلیسی: STS Young Endeavour) یک کشتی است. این کشتی  در سال ۱۹۸۷ ساخته شد.